# R-36洲际弹道导弹
R-36洲际导弹（俄語：Р-36，北約代號：SS-9 悬崖）是蘇聯乌克兰南方设计局在冷戰期間設計的洲際彈道飛彈，也是苏联第一款多目标重返大气层载具。其改进型R-36M（北約代號：SS-18 撒旦），则是世界上体积最大，威力最大的现役导弹，射程1.6万公里。R-36M2每枚导弹可搭载10枚当量55万至75万吨的分导式核弹头，或2000万吨当量的单一核弹头，后者相当于1300个广岛原子弹威力。一枚撒旦洲际导弹可摧毁一个中型国家。一些美國分析家認為這種導彈使得蘇聯第一次攻擊的優勢超過美國，特別是因其非常大量的有效負荷和數量龐大的重返大氣層載具。某些版本的R-36M可搭载多達40個穿透輔助裝置，它的理論有效負荷能夠攜帶更多的彈頭或穿透輔助裝置。2009年开始，俄罗斯研发RS-28洲际弹道导弹作为R-36的后继型号，并于2022年成功试射。